# Агасси, Андре
Андре́ Кирк Ага́сси (произносится как [ А н д р э́ ]; англ. Andre Kirk Agassi, род. 29 апреля 1970, Лас-Вегас) — американский профессиональный теннисист и филантроп, победитель восьми турниров серии Большого шлема, олимпийский чемпион.
Сын иммигранта из Ирана, Андре Агасси начал учиться играть в теннис с раннего детства. В 13 лет попав в теннисную академию Ника Боллетьери, он уже в 16 лет вошёл в число ста лучших теннисистов мира, а к 19 годам заработал больше двух миллионов долларов и поднялся до третьего места в рейтинге Ассоциации теннисистов-профессионалов (АТР). За дальнейшую карьеру он выиграл 60 индивидуальных турниров, в том числе восемь турниров Большого шлема, в одиночном разряде и один в парном, и стал первым в истории обладателем карьерного «Золотого шлема» среди мужчин, в разные годы выиграв все четыре турнира Большого шлема и Олимпийские игры. В составе сборной США он трижды завоёвывал Кубок Дэвиса — наиболее престижный теннисный трофей на уровне национальных мужских сборных. Между 1995 и 2003 годами он в общей сложности в течение 101 недели был первой ракеткой мира, став в 2003 году самым возрастным игроком в истории, возглавлявшим рейтинг АТР (рекорд в дальнейшем побил Роджер Федерер).
Помимо спортивных успехов, Агасси известен своей благотворительной деятельностью. Он основатель Образовательного фонда Андре Агасси, спортивного Клуба Андре Агасси для девочек и мальчиков и Академии подготовки к колледжу Андре Агасси, сооснователь организации «Спортсмены за надежду». Его заслуги в гуманитарной сфере дважды отмечались призом АТР «За человечность и благотворительность» имени Артура Эша. В 2011 году имя Андре Агасси было включено в списки Международного зала теннисной славы, несмотря на признание в приёме метамфетамина, сделанное в вышедшей за два года до этого автобиографии.
Андре Агасси — успешный бизнесмен, в область интересов которого входят строительный, ресторанный и гостиничный бизнес, торговля недвижимостью, спортивные и ночные клубы. После развода с первой женой, актрисой и моделью Брук Шилдс, в браке с которой он состоял с 1997 по 1999 год, Агасси в 2001 году женился на знаменитой теннисистке, обладательнице классического «Золотого шлема» Штеффи Граф. У Андре и Штеффи двое детей.

## Семья и детские годы
Андре Агасси родился 29 апреля 1970 года в Лас-Вегасе, Невада, став четвёртым и последним ребёнком в семье Эммануэля (Майка) Агасси и Элизабет Дадли. Эммануэль Агасси — иранский, затем американский боксёр, родившийся в Тегеране в армянской семье. Эммануэль принимал участие в Олимпийских играх 1948 и 1952 годов, где представлял Иран. Отец Эммануэля, плотник Давид Агасян, родился в Киеве и во время гражданской войны эмигрировал в Иран, где, опасаясь турецких погромов, сменил фамилию на менее заметную — Агасси. Мать Эммануэля, Нуния, была армянкой из Турции. Некоторые источники, помимо армянских, сообщают об ассирийских или персидских корнях Агасси, однако ни автобиография самого Андре, ни автобиография его отца не содержат подтверждения этим теориям.
Эммануэль Агасси познакомился с теннисом и полюбил эту игру во время Второй мировой войны, увидев, как на кортах при церкви американской христианской миссии играют американские и британские солдаты. Один из них подарил мальчику его первую ракетку, которую тот позже увёз с собой в США.
В США, куда Агасси эмигрировал в конце 1952 года, он сохранил своё увлечение теннисом, построив грунтово-бетонный корт рядом с домом в Лас-Вегасе, где жила его семья. Он занимался теннисом со всеми своими детьми — дочерьми Ритой и Тами и старшим сыном Филлипом (в будущем Андре назовёт свою семью «фон Траппами тенниса») — с самого юного возраста, но в полной мере успехов достиг только с младшим. К рождению Андре Майк заказал специальную игрушку для колыбели — теннисный мяч, свисающий с ракетки. Он сам разработал для сына развивающие игры, которые, с его точки зрения, должны были позволить ему в дальнейшем лучше владеть ракеткой, а когда Андре начал ходить, Майк дал ему в руки ракетку и начал кидать ему мячи. К четырём годам мальчик освоил все основные удары, а к шести уже был в состоянии отбивать любую подачу отца. Позже Майк, тренировавший всех старших детей с помощью подающей мячи машины, заставлял младшего сына отбивать по две с половиной тысячи мячей в день. Майк организовывал для него встречи (а иногда и товарищеские игры) со знаменитыми теннисистами прошлого и настоящего — Бобби Риггсом, Джимми Коннорсом, Илие Настасе, Бьорном Боргом, Гарольдом Соломоном — и возил его (и двух старших детей, Риту и Фила) на турниры в Солт-Лейк-Сити и Хьюстон, за сотни километров от дома, так как ближе юниорских турниров не было.
В десять лет Андре проиграл во втором круге юниорского чемпионата США, в 11 лет — в полуфинале. В 13 лет отец отправил его в знаменитую теннисную академию Ника Боллетьери в Брейдентоне (Флорида). Майк, уже немного знакомый с Боллетьери с 60-х годов, когда тот ещё был начинающим тренером, принял это решение, посмотрев телепередачу об успехах воспитанников его академии и вняв совету отца одного из её лучших тогдашних учеников — Аарона Крикстейна. В итоге Боллетьери не только предоставил Андре бесплатное место в академии, но и оставался его тренером вплоть до 1993 года. Новый тренер перестроил игру мальчика: если отец учил его при первой возможности идти к сетке, то в академии из него сделали надёжного игрока задней линии.

## Профессиональная игровая карьера

### Путь в теннисную элиту (1986—1988)
В 14 лет Андре Агасси завоевал свой первый национальный титул, став чемпионом США в помещениях среди юношей (до 16 лет) и уже к 15 годам всерьёз планировал профессиональную карьеру. Как профессионал Андре начал выступать в неполные 16 лет, в феврале 1986 года, когда принял участие в турнире Гран-при в местечке Ла-Квинта (Калифорния). В первом же матче он одержал победу над своим соотечественником Джоном Остином 6-4, 6-2, а во втором проиграл ведущему шведскому теннисисту Матсу Виландеру, на тот момент третьему в рейтинге Ассоциации теннисистов-профессионалов. Следующий профессиональный турнир он провёл только в июле, дойдя до финала на турнире класса «челленджер» в Скенектади (Нью-Йорк). Занимая в рейтинге 310-ю строчку, он обыграл четырёх соперников, находящихся выше него в иерархии, уступив в финале 33-й ракетке мира Рамешу Кришнану. В августе он уже нанёс поражение сопернику из мировой теннисной элиты — находящемуся на 12-м месте в рейтинге Тиму Майотту — перед тем как проиграть бывшей первой ракетке мира Джону Макинрою. В этом же году Агасси впервые выступил в турнире Большого шлема — Открытом чемпионате США, но в первом же круге проиграл ещё одному американцу Джереми Бейтсу. Теннисный год Андре закончил уже в первой сотне сильнейших теннисистов мира (91-е место).
В апреле 1987 года Агасси дошёл до первого в карьере финала турнира Гран-при. Это произошло на Открытом чемпионате Сеула, где, будучи посеян восьмым, он в четвертьфинале отомстил прошлогоднему обидчику Кришнану — первой ракетке турнира, но в трёхсетовом финале всё же не смог устоять против более опытного Джима Грабба. В начале августа на турнире Гран-при в Страттон-Маунтин (Вермонт) он нанёс первое за карьеру поражение сопернику из первой десятки мирового рейтинга — австралийцу Пэту Кэшу, но в полуфинале его остановил Иван Лендл — на тот момент первая ракетка мира. Тем не менее юный американец сумел взять сет у маститого противника, закончив игру со счётом 2-6, 7-5, 3-6. На своём последнем турнире сезона — Открытом чемпионате Южной Америки в Итапарике (Бразилия) — Андре был вновь посеян восьмым. В четвертьфинале и полуфинале он последовательно обыграл соперников, посеянных под вторым и третьим номерами, а в финале победил Луиса Маттара, одного из хозяев корта, и завоевал первый в жизни титул на профессиональном турнире. К концу года, ещё даже не достигнув 18-летнего возраста, он уже занимал в рейтинге 25-е место.
Настоящий прорыв в начале карьеры Агасси состоялся в 1988 году. За этот год Андре выиграл 6 турниров Гран-при (первый из которых — уже в феврале), а также дошёл до полуфинала сразу на двух турнирах Большого шлема. На Открытом чемпионате Франции он в полуфинале проиграл в пяти сетах будущему победителю Матсу Виландеру, на тот момент третьему в рейтинге, а на Открытом чемпионате США в четырёх сетах Ивану Лендлу, всё ещё возглавлявшему рейтинг АТР. Уже в апреле он был приглашён в сборную США на матчи Кубка Дэвиса и помог команде выиграть полуфинал турнира I Американской группы у сборной Перу, а затем и финал у аргентинцев и вернуться на будущий год в Мировую группу — высший дивизион соревнования. Итогом сезона стала высокая для восемнадцатилетнего спортсмена третья строчка в рейтинге, хотя в турнире Мастерс — итоговом соревновании года среди лучших теннисистов мира — он проиграл на групповом этапе не только Лендлу, но и занимавшему восьмое место в рейтинге швейцарцу Хласеку и не вышел в полуфинал. К концу 1988 года Агасси заработал уже больше двух миллионов долларов, сыграв всего 43 турнира с начала карьеры — меньше, чем кто бы то ни было в истории тенниса, и установил рекорд по количеству матчей, выигранных подряд тинэйджером (побитый 17 лет спустя Рафаэлем Надалем). По итогам этого сезона он был удостоен награды ATP в номинации «Прогресс года». При этом его страсть к шоу и явное стремление не просто выиграть, но и развлечь при этом зрителей порой перехлёстывала через край, вызывая раздражение коллег. Такой случай, в частности, произошёл в матче Кубка Дэвиса против сборной Аргентины, когда Агасси, играя с Мартином Хайте, демонстративно поймал поданный тем мяч, как бы показывая, что отдаёт ему гейм из жалости.

### В поисках высших титулов: два Кубка Дэвиса и первый титул Большого шлема (1989—1992)
По сравнению с 1988 годом, следующий сезон сложился для Агасси менее успешно. На его счету за 1989 год был только один титул (на турнире в Орландо) и один выход в финал — на Открытом чемпионате Италии, где его обыграл занимавший существенно более низкое место в рейтинге аргентинец Альберто Мансини. В полуфинальном матче Кубка Дэвиса со сборной ФРГ он проиграл не только Борису Беккеру (в игре с которым вёл 2:0 по сетам и 5-4 в третьем сете), но и менее именитому Карлу-Уве Штеебу. Крупнейшим успехом в сезоне был выход, как и год назад, в полуфинал Открытого чемпионата США, где вновь путь в финал ему преградил Иван Лендл. После этого Агасси объявил, что не собирается участвовать в турнире в Лос-Анджелесе, который должен был пройти через две недели, однако Мужской теннисный совет (организация, в это время проводившая тур Гран-при) уже объявил о его участии. Агасси заявил, что в полуфинальном матче против Лендла получил растяжение в паху, но вынужден был через неделю сыграть в выставочном турнире во Флориде, который проводил один из его основных спонсоров — корпорация DuPont. На этом турнире Агасси в первом круге встречался с Тимом Уилкинсоном, который был болен гриппом, и, поняв, что убедительно проиграть не сможет, при счёте 1:0 по сетам и 3-1 в свою пользу во втором сете внезапно демонстративно захромал и сдал игру; на следующий день он объявил, что из-за растяжения не сможет играть в Лос-Анджелесе. Несмотря на спад в результатах, Агасси удалось сохранить за собой достаточно высокое место, чтобы в конце года вновь принять участие в турнире Мастерс.
В 1990 году Агасси вновь вернулся в хорошую форму. Он выиграл, в частности, турнир высшей категории в Ки-Бискейне после победы в финале над третьей ракеткой мира Стефаном Эдбергом; непосредственно перед Ки-Бискейном эти же два игрока встретились в финале турнира высшей категории в Индиан-Уэллз, где Агасси, обыграв в полуфинале занимавшего второе место в рейтинге Беккера, с Эдбергом не справился. Затем Агасси впервые в карьере дошёл до финала турнира Большого шлема: на Открытом чемпионате Франции по теннису сеянный под третьем номером Андре в финале уступил мастеру игры на грунтовых кортах эквадорцу Андресу Гомесу со счётом 3-6, 6-2, 4-6, 4-6. Через три месяца Агасси второй раз за сезон играл в финале турнира Большого шлема. В США в финале ему противостоял ещё более молодой (1971 года рождения) американец Пит Сампрас. Хотя Агасси был к этому моменту четвёртой ракеткой мира, а Сампрас лишь двенадцатой, Андре не смог ничего противопоставить игре Пита и проиграл в трёх сетах 4-6, 3-6, 2-6. На чемпионате мира ATP (как с этого года назывался турнир Мастерс) Агасси, однако, сумел переломить тенденцию поражений в финалах крупнейших соревнований. Уступив на групповом этапе Эдбергу, к этому моменту возглавившему рейтинг, он сумел взять верх над Сампрасом и испанцем Эмилио Санчесом, в полуфинале переиграл вторую ракетку мира Бориса Беккера, а в финале отомстил Эдбергу за недавнее поражение, победив его со счётом 5-7, 7-6, 7-5, 6-2.
В начале сезона Агасси оказался в центре конфликта с руководством американской сборной в Кубке Дэвиса: тренер сборной Том Горман выступил против того, чтобы сборную на мартовский матч с командой Чехословакии сопровождала обычная группа поддержки Агасси, так как, по его мнению, она лишь отвлекала внимание теннисиста от игры. В ответ Агасси и сам отказался участвовать в матче и публично потребовал отставки Гормана, который, по его словам, был «исполнителем, а не лидером». Вместо Агасси в Прагу поехал Аарон Крикстейн, выигравший там две личных встречи, но затем Дэвид Маркин, председатель USTA, отстранил Гормана от формирования состава сборной, по сути взяв на себя функции капитана, и обеспечил участие Агасси в следующих матчах. В итоге Агасси участвовал в матчах сборной на решающих этапах, завоевав с ней первый в карьере Кубок Дэвиса. И в полуфинале, и в финале он одержал по одной победе и потерпел по одному поражению (от Томаса Мустера на грунтовых кортах в Австрии и от австралийца Даррена Кэхилла в четвёртой встрече финала, уже ничего не решавшей после того, как американцы выиграли все три первых встречи и вместе с ними матч). Во встрече с Кэхиллом он отказался продолжать игру после первого проигранного сета, жалуясь на травму в паху, и после этого пропустил проводимый под эгидой ITF Кубок Большого шлема, где должен был выступать как финалист Открытых чемпионатов Франции и США. Международная федерация, первоначально намеревавшаяся лишить его права на выступление в Открытом чемпионате Франции следующего года, в итоге ограничилась крупным штрафом.
В 1991 году Агасси второй раз подряд вышел в финал Открытого чемпионата Франции. Будучи посеянным четвёртым, он обыграл в полуфинале Беккера, занимавшего в рейтинге второе место, но и на этот раз не смог завоевать титул, в пятисетовом финале проиграв ещё одному молодому американцу — девятой ракетке мира Джиму Курье — 6-3, 4-6, 6-2, 1-6, 4-6. В этом же году он впервые после 1987 года участвовал в Уимблдонском турнире и, в отличие от прошлого своего визита, окончившегося уже в первом круге, дошёл до четвертьфинала, показав, что травяные корты не представляют для него исключительной проблемы. Со сборной он вновь добрался до финала Кубка Дэвиса и в финале на ковровом покрытии Лиона принёс американцам очко в первой встрече с командой Франции, переиграв Ги Форже, но после этого его товарищи по команде — Пит Сампрас, Кен Флэк и Роберт Сегусо — проиграли три игры подряд, отдав завоёванный в прошлом году кубок хозяевам корта.
В 1992 году на Открытом чемпионате Франции Агасси, временно опустившийся в мировой теннисной иерархии до 12-го места, сделал небольшой шаг назад по сравнению с двумя предыдущими попытками, проиграв в полуфинале Курье, к этому моменту возглавившему рейтинг. Однако менее чем через месяц на газонах Уимблдона, которых он до этого несколько лет избегал, он не только вышел в финал, но и добился наконец своей первой победы в турнире Большого шлема. Победив по пути двух многократных чемпионов Уимблдона — Бориса Беккера и Джона Макинроя, — в решающем матче Андре переиграл посеянного восьмым хорвата Горана Иванишевича 6-7, 6-4, 6-4, 1-6, 6-4. В этом сезоне Андре победил ещё на двух турнирах, в Атланте и Торонто, доведя свой послужной список до 17 побед на турнирах ATP. 1992 год стал для него также наиболее успешным за всю карьеру в парном разряде: объединив усилия с ветераном парных поединков Джоном Макинроем, он сначала дошёл до четвертьфинала Открытого чемпионата Франции, а затем до финала Открытого чемпионата Канады. Хотя его единственный парный титул был ещё впереди, именно в 1992 году он занял высшее в карьере место в рейтинге парных игроков. На исходе сезона Агасси во второй раз в карьере в составе сборной США завоевал Кубок Дэвиса, принеся команде пять очков в трёх матчах (последняя игра сезона — в финале со швейцарцем Марком Россе — не понадобилась, так как американцы выиграли матч досрочно).

### Падения и взлёты в середине карьеры (1993—1997)
Сезон 1993 года оказался для Агасси скомкан вначале из-за бронхита, заставившего его пропустить Открытый чемпионат Австралии, а затем из-за развившегося тендинита правой кисти, так что закончил его американец за пределами первой двадцатки рейтинга. По мнению его отца, Андре попросту взял в этом сезоне тайм-аут, расслабившись после побед 1992 года. Несмотря на это, он дошёл до четвертьфинала на Уимблдоне, где проиграл посеянному первым Сампрасу, выиграл за год два турнира в одиночном разряде (в Сан-Франциско и Скоттсдейле) и единственный в своей карьере турнир ATP в парном разряде — турнир высшей категории в Цинциннати. Вместе с Петром Кордой он вначале победил в полуфинале одну из лучших пар мира Патрик Макинрой-Ричи Ренеберг, а в финале со счётом 7-6, 6-4 была обыграна шведская пара Хенрик Хольм-Стефан Эдберг. В этом сезоне Ник Боллетьери, тренировавший Андре на протяжении десяти лет, объявил об окончании их сотрудничества, мотивируя это тем, что его воспитанник не готов на 100 % сконцентрироваться на тренировках. В последней декаде декабря Агасси перенёс операцию, заставившую его ещё на год отложить свой первый визит на Открытый чемпионат Австралии — единственный турнир Большого шлема, в котором он ещё не принимал участия.
В 1994 году, справившись с травмами, Агасси вернулся в оптимальную форму и весной начал тренироваться у призёра Олимпиады 1988 года Брэда Гилберта. Из 19 турниров, проведённых за год, он победил в пяти. Уже в феврале Андре завоевал второй подряд титул в Скоттсдейле, а через две недели после победы над Эдбергом дошёл до финала супертурнира в Майами, где проиграл Сампрасу, но основные успехи пришлись на вторую половину года, когда он выиграл четыре турнира, в том числе два высшей категории (в Торонто и Париже) и второй за карьеру турнир Большого шлема — на этот раз Открытый чемпионат США. Занимая в рейтинге лишь 20-ю строчку и по пути обыграв двух соперников из первой десятки (Майкла Чанга и Тодда Мартина), в финальном матче со счётом 6-1, 7-6, 7-5 он победил немца Михаэля Штиха. В Вене он обыграл Иванишевича, занимавшего в рейтинге вторую строчку, и снова Штиха, находившегося на третьем месте, а в Париже — возглавляющего рейтинг Сампраса. Год Андре закончил уже на второй строчке в рейтинге.
В 1995 году Агасси впервые появился на Открытом чемпионате Австралии. Не отдав по пути ни одного сета своим соперникам, он вышел в финал, где его ждал знакомый соперник — первая ракетка мира Пит Сампрас. На этот раз успех сопутствовал Андре. Выиграв со счётом 4-6, 6-1, 7-6, 6-4, он добился редкого результата — выиграл турнир Большого шлема в первый год участия в нём. Выиграв после Открытого чемпионата Австралии турниры в Сан-Хосе и Майами и проиграв Сампрасу в финале турнира высшей категории в Индиан-Уэлсе, 10 апреля 1995 года Агасси стал двенадцатым за историю теннисистом, возглавившим рейтинг АТР в одиночном разряде. Он удерживал первое место в рейтинге до октября 1995 года, несмотря на проигрыши в четвертьфинале Открытого чемпионата Франции и полуфинале Уимблдонского турнира. Между Уимблдоном и Открытым чемпионатом США он выиграл четыре турнира подряд, в том числе турниры высшей категории в Монреале (где в финале вновь победил Сампраса) и Цинциннати. На Открытом чемпионате США Агасси и Сампрас в четвёртый раз за сезон сошлись в финале, причём уже во второй раз — в финале турнира Большого шлема. Пит, как и в финале того же турнира за пять лет до этого, снова сумел победить — 6-4, 6-3, 4-6, 7-5, что позволило ему к концу года сместить Андре с первой позиции в рейтинге, и тот второй год подряд финишировал на второй строчке. Сражаясь друг с другом в индивидуальных турнирах, Андре и Пит вместе выступали за сборную в Кубке Дэвиса. Первой и второй ракеткам мира не составило труда обыграть в четвертьфинале итальянцев, а в полуфинале взять верх над шведами (Агасси сыграл в этом матче одну игру, победив знаменитость прошлого десятилетия Матса Виландера). Однако в финале Андре не суждено было сыграть: в ходе матча со шведами он травмировал грудные мышцы, а затем усугубил травму на турнире в Эссене в октябре и пропустил остаток сезона, так что американцам пришлось добывать в Москве свой третий Кубок Дэвиса за шесть лет без него.

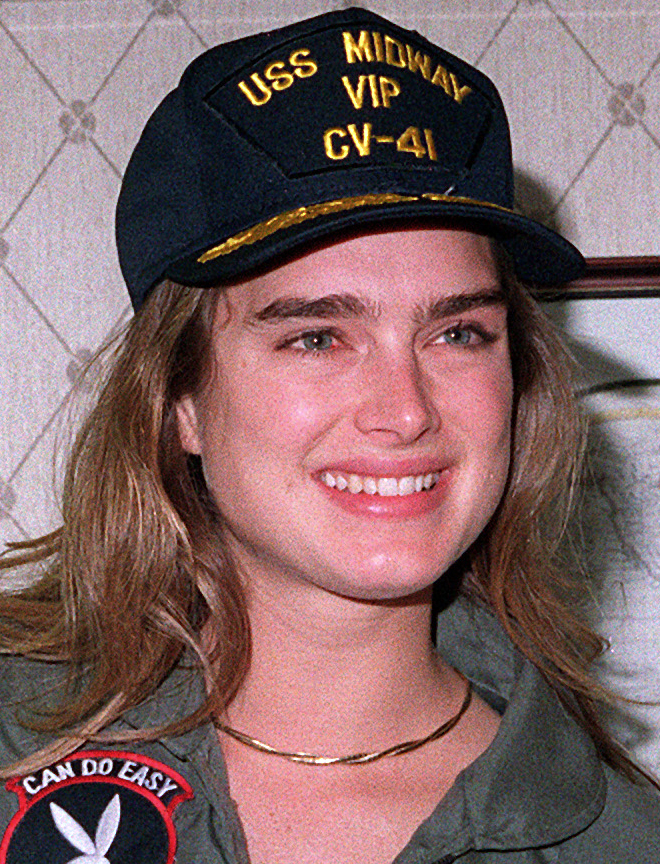
Брук Шилдс — первая жена Андре Агасси

Не особенно удачно проведя первую половину сезона 1996 года (один выигранный турнир — в Майами в третий раз за карьеру, — поражение в полуфинале Открытого чемпионата Австралии от Чанга и ранние проигрыши на «Ролан Гаррос» и Уимблдоне, где его в первом же круге обыграл соперник из третьей сотни рейтинга), Агасси затем вписал себя в историю спорта, став Олимпийским чемпионом по теннису. На XXVI летних Олимпийских играх в Атланте Андре завоевал для своей страны золотую награду, разгромив в финале испанца Серхи Бругеру 6-2, 6-3, 6-1. Сразу после этого он во второй раз за карьеру победил в Цинциннати, но на Открытом чемпионате США остановился в полуфинале, причём камнем преткновения снова стал Чанг.
Самый тяжёлый за карьеру теннисиста спад происходит в 1997 году. К апрельскому матчу Кубка Дэвиса против команды Нидерландов он подошёл после пяти поражений подряд, одержав с начала сезона только три победы и скатившись за пределы топ-20 рейтинга. Несмотря на две победы в Кубке Дэвиса, кризис на этом не окончился: с апреля по август Андре не сыграл ни в одном турнире Большого шлема и не выиграл ни одного матча в турнирах АТР, переломив тенденцию только во второй декаде августа в Цинциннати. До конца сезона он так и не победил ни на одном турнире ATP (на его счету лишь одна победа под конец года в турнире серии «челленджер», к которому он подошёл на 122-м месте в рейтинге). Многие связывали это с личными или семейными обстоятельствами, ведь именно в этом году Андре женился на киноактрисе и модели Брук Шилдс; сам теннисист, впрочем, отвергал эти предположения. Самый неудачный год в своей профессиональной карьере Андре завершил на 110-м месте. Такого низкого места он не занимал даже в дебютный год, когда ему было только 16 лет.

### Снова на вершине (1998—2003)
В 1998 году игра у Агасси снова наладилась. Хотя он не достиг особых успехов в турнирах Большого шлема, ему удалось победить в пяти турнирах менее высокого ранга и ещё в пяти выйти в финал — в том числе в Кубке Большого шлема, итоговом турнире года по версии Международной федерации тенниса (ITF). За сезон он семь раз обыграл соперников из первой десятки рейтинга, включая победу над возглавляющим его Сампрасом в Торонто, и в результате смог стать шестым по итогам года, поднявшись за сезон более чем на 100 позиций в рейтинге.
Одним из самых значимых сезонов в карьере Андре Агасси стал следующий, 1999 год. 24 мая, уступая 0-2 по сетам в финале Открытого чемпионата Франции против Андрея Медведева, Агасси смог переломить ход матча и выиграть четвёртый в карьере титул чемпиона Большого шлема — 1-6, 2-6, 6-4, 6-3, 6-4. Эта победа стала исторической — Агасси пятым в истории тенниса смог добиться победы на всех таких турнирах Большого шлема в мужском одиночном разряде. В совокупности с выигранной в 1996 году Олимпиадой это означало также, что он стал первым в истории обладателем так называемого карьерного «Золотого шлема» в мужском одиночном разряде. Следующий финал Большого шлема Андре провёл против Пита Сампраса на Уимблдоне, но в очередной раз проиграл — 3-6, 4-6, 5-7. На Открытом чемпионате США 1999 года он вышел в третий подряд финал турнира Большого шлема и в изнурительном решающем матче победил американца Тодда Мартина 6-4, 6-7, 6-7, 6-3, 6-2. Помимо этого победив в 1999 году на турнирах в Гонконге, Вашингтоне и Париже и дойдя до финала чемпионата мира АТР, Агасси вернул себе звание первой ракетки мира и впервые завершил сезон в этом качестве. В этом же году закончился его брак с Брук Шилдс — он подал документы на развод незадолго до второй годовщины их свадьбы и вскоре тесно сошёлся с заканчивавшей игровую карьеру Штеффи Граф.
Сезон 2000 года начался для Агасси успешно. В четвёртом подряд финале на турнирах Большого шлема (на Открытом чемпионате Австралии) он обыграл россиянина Евгения Кафельникова 3-6, 6-3, 6-2, 6-4 и завоевал второй за карьеру титул на этом турнире и шестой в общей сложности титул на турнирах этого уровня. В серии финалов, начавшейся на Открытом чемпионате Франции 1999 года, это была третья победа из четырёх возможных. После двухгодичного перерыва он снова был приглашён в сборную США и внёс решающий вклад в её победы в первом круге Мировой группы над командой Зимбабве и в четвертьфинале над чехами, победив во всех четырёх своих встречах. В дальнейшем, однако, результаты были не такими высокими. Американец проиграл на Открытом чемпионате Франции уже во втором круге сороковой ракетке мира Каролю Кучере, на Уимблдоне — в полуфинале бывшему сопернику в борьбе за титул первой ракетки мира Патрику Рафтеру, на тот момент занимавшему место лишь в третьей десятке рейтинга, а на Открытом чемпионате США — вновь во втором круге, 37-й ракетке мира Арно Клеману. Не считая Австралии, он только дважды за сезон добрался до финала — правда, одним из этих турниров был Кубок Мастерс (новое название итогового турнира сезона). Выиграв четыре встречи подряд, в том числе у нового лидера рейтинга Марата Сафина, Андре уступил в финале второй ракетке мира — бразильцу Густаво Куэртену, до этого побеждённому им на групповом этапе.
В начале 2001 года Агасси второй раз подряд и в третий за карьеру выиграл Открытый чемпионат Австралии, взяв в финале верх над Арно Клеманом — своим обидчиком на недавнем Открытом чемпионате США. В этом году он, помимо победы в Австралии, добился успеха на двух турнирах АТР-тура высшей категории (Мастерс) — в Индиан-Уэллз (впервые за 15 лет) и в Майами, — а также на турнире в Лос-Анджелесе, где в полуфинале победил Куэртена, к тому моменту возглавившего рейтинг, а в финале Сампраса. Пита он в этом сезоне побеждал ещё раз — в Индиан-Уэллз, но в четвертьфинале Открытого чемпионате США их противостояние традиционно закончилось в пользу Сампраса, причём в каждом из сетов этого матча вечных соперников ни один из них ни разу не отдал своей подачи и все сеты закончились тай-брейком: 7-6, 6-7, 6-7, 6-7. На Открытом чемпионате Франции Андре также дошёл до четвертьфинала, а на Уимблдоне до полуфинала и завершил год на третьем месте в рейтинге, став в 31 год старейшим с 1984 года игроком в первой тройке рейтинга (в 1984 году Джимми Коннорс поднялся до второго места). 22 октября 2001 года в Лас-Вегасе Андре вступил в брак со Штеффи Граф. 27 октября у них родился сын Джейден Гил, а 3 октября 2003 года — дочь Джаз Эли (англ. Jaz Elle).
В 2002 году Агасси во второй раз сменил тренера, расставшись с Брэдом Гилбертом по просьбе последнего после восьми лет совместной работы. С этого момента с ним работал австралиец Даррен Кэхилл — бывший тренер Ллейтона Хьюитта, в прошлом, как и Гилберт, соперничавший с Андре на корте. Победив в четвёртый раз на турнире в американском Скоттсдейле, 4 марта 2002 года Андре завоевал свой 50-й титул на турнирах ATP в одиночном разряде. Всего за год он добавил в свою коллекцию пять титулов, в том числе три — на турнирах серии Мастерс в Майами, Риме и Мадриде. Больше него в этом сезоне не выигрывал никто, а вровень с ним по титулам закончил год только новый лидер рейтинга — прежний воспитанник его нового тренера Ллейтон Хьюитт. Проиграв Хьюитту две первых встречи в сезоне, Агасси взял над ним верх в полуфинале Открытого чемпионата США, но в финале — пятом по счёту на турнирах Большого шлема против Пита Сампраса — потерпел очередное поражение со счётом 3-6, 4-6, 7-5, 4-6. Тем не менее 2002 год Агасси закончил на втором месте в рейтинге, став старейшим в истории теннисистом, которому это удалось.
За первые четыре месяца 2003 года Андре выиграл четыре турнира, в том числе свой четвёртый титул на Открытом чемпионате Австралии (обыграв в финале немецкого теннисиста Райнера Шуттлера 6-2, 6-2, 6-1) и шестой — на турнире Мастерс в Майами. В мае, когда Андре исполнилось 33 года и 13 дней, он стал самым возрастным в истории рейтинга АТР игроком, поднявшимся на первую строчку. Агасси удерживал это лидерство в течение 14 недель — вплоть до поражения от Хуана Карлоса Ферреро в полуфинале Открытого чемпионата США. На менее удобных для него грунтовых и травяных кортах «Ролан Гаррос» и Уимблдона Андре дошёл соответственно до четвертьфинала и до четвёртого круга. После Открытого чемпионата США он сыграл до конца года лишь один турнир — Кубок Мастерс — и добрался в нём до финала, обыграв по ходу трёх соперников и дважды (в группе и в финале) уступив новоиспеченному чемпиону Уимблдона и второй ракетке мира — Роджеру Федереру. Он закончил год в пятёрке сильнейших, став самым возрастным теннисистом, которому это удавалось с 1987 года, когда аналогичного успеха добился Джимми Коннорс. К этому моменту другие его сверстники, представлявшие США на первой строчке рейтинга — Джим Курье и Пит Сампрас, успели завершить игровую карьеру, как и более молодой Майкл Чанг.

### Последние годы карьеры (2004—2006)

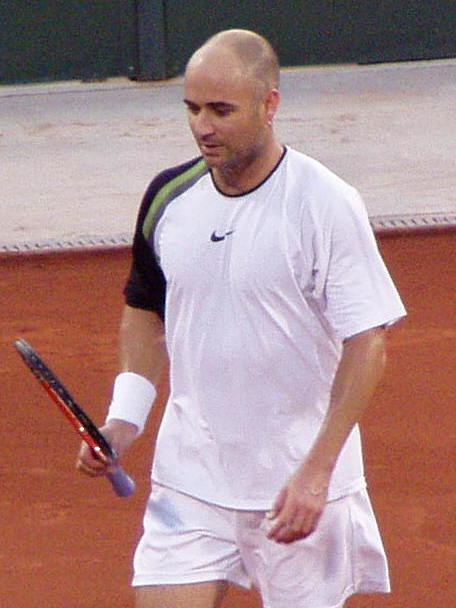
Агасси на чемпионате США на грунтовых кортах 2005 года

В начале 2004 года Агасси пробился в полуфинал Открытого чемпионата Австралии и турнира Мастерс в Индиан-Уэлсе, но полученная весной травма бедра привела к трём поражениям подряд, в том числе в Открытом чемпионате Франции, и к отказу от участия в Уимблдонском турнире. Тем не менее, позже 34-летний ветеран выиграл турнир в Цинциннати, обыграв по ходу троих бывших первых ракеток мира, всё ещё находящихся в первой десятке рейтинга — Карлоса Мойю, Энди Роддика и Ллейтона Хьюитта. Финишировав в десятке сильнейших в 15-й раз за 19 лет, он и по этому показателю стал самым возрастным теннисистом после Коннорса, в 36 лет попавшего в топ-10 в 1988 году.
Прощальный матч Андре в рамках Кубка Дэвиса состоялся в марте 2005 года, когда он проиграл Ивану Любичичу (который в том сезоне, на пике формы, выиграл 11 своих встреч в Кубке Дэвиса из 12). В августе, в четвёртый раз победив в Лос-Анджелесе, Агасси завоевал свой последний, 60-й титул в профессиональной карьере. 12 сентября 2005 года на Открытом чемпионате США Агасси провёл свой последний финал турнира Большого шлема. В финале он проиграл уже возглавившему рейтинг Роджеру Федереру 3-6, 6-2, 6-7, 1-6. В 35 лет Агасси стал старейшим финалистом турнира Большого шлема с 1974 года, когда в финал пробился 39-летний Кен Розуолл. По итогам сезона он в 16-й раз оказался в десятке сильнейших, сравнявшись по этому показателю с Коннорсом.
25 июня 2006 года Агасси, пропустивший большую часть сезона из-за травм сначала левой щиколотки, а потом спины, объявил о своём уходе из спорта и о том, что его последним турниром станет Открытый чемпионат США. Накануне Открытого чемпионата США он принял участие в турнире АТР в Вашингтоне, но проиграл уже в первом круге, после чего из-за обострения травмы вновь пропустил турниры Мастерс в Торонто и Цинциннати, и на Флэшинг Медоуз впервые с 1997 года выступал непосеянным. Первый матч на Открытом чемпионате США Андре провёл против румына Андрея Павела и победил в четырёх сетах. Следующим соперником стал посеянный восьмым Маркос Багдатис, и многие предрекали, что это будет последний матч Агасси в карьере. Но 36-летний ветеран преподнёс сенсацию, обыграл киприота в пяти сетах 6-4, 6-4, 3-6, 5-7, 7-5 и вышел в третий раунд. 3 сентября 2006 года в третьем раунде Открытого чемпионата США Агасси сыграл свой последний матч в карьере против вышедшего из квалификации немца Беньямина Беккера. Проиграв в четырёх сетах, Андре не смог сдержать эмоций и слёз, его провожали стоя все посетители турнира, в том числе и на других кортах, к которым он обратился со словами благодарности.

## Стиль игры
Андре Агасси в своей автобиографии вспоминает, что на раннем этапе его обучения отец постоянно требовал от него двух вещей: бить по мячу сильней и раньше. Сам Майк Агасси вспоминает, какое впечатление производили на него ранние удары с отскока — до того, как мяч начнёт снова опускаться — у таких мастеров, как Бьорн Борг и Иван Лендл. Он отмечает, что такие удары неизменно озадачивали их соперников. В результате он сумел выработать у сына уникальную скоростную манеру игры: по описанию спортивного журналиста и историка тенниса Бада Коллинза, Агасси бил по мячу так рано, что казалось, будто он играет в настольный теннис.

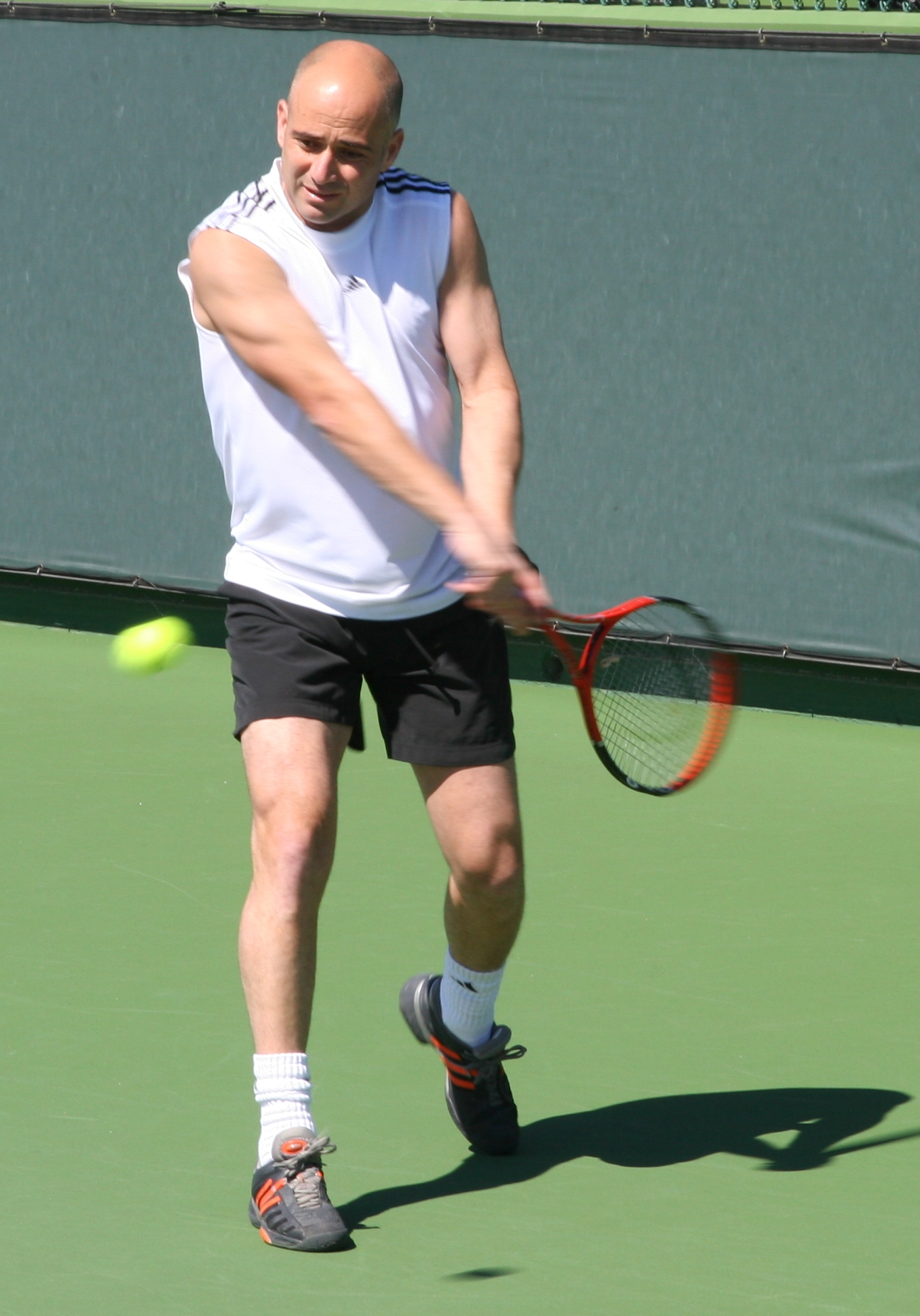
Агасси играет закрытой ракеткой. Индиан-Уэллз, 2006 год

Майк Агасси также последовательно прививал сыну атакующий стиль serve-and-volley, заключавшийся в быстрых выходах к сетке. По его словам, он был крайне разочарован, когда в академии Ника Боллетьери Андре, как и других воспитанников, переучили, сделав из него игрока задней линии. Сам Майк считал, что это разрушило игру его сына, но Боллетьери резонно указывал, что, играя таким образом, Андре выигрывает свои матчи. Эта манера игры на задней линии осталась у Андре до конца карьеры, и, в отличие от его отца, специалисты не считали её недостатком. Напротив, Бад Коллинз отмечает её в числе сильных сторон стиля Агасси. На сайте ESPN его игру на задней линии называют «захватывающей дух», отмечая, что он стал первым за долгое время игроком, победившим на Уимблдоне, играя в такой манере, а сайт Sports.ru характеризует её, наряду с игрой Джима Курье, как прототип современного стиля.
Ещё одной сильной стороной игры Агасси был бэкхенд — удар закрытой ракеткой. У него необычный хват ракетки левой рукой, создающий оптимальный приём мяча, и мощный поворот всем телом при ударе. В 13 лет он начал заниматься в академии Боллетьери уже обладая отличным форхендом, но тренер приложил максимум усилий к развитию его бэкхенда и позднее говорил, что ему удалось сделать из Андре одного из лучших мастеров в этом элементе игры. Двуручный бэкхенд Агасси, вместе с форхендом и приёмом подачи, был «частичкой» игрового стиля, включённой в «Теннисного Монстра» журналом New Yorker в 1996 году. В сущности, однако, как показывает этот анализ, согласно которому три важнейших элемента игры, не считая подачи, предлагается взять у одного игрока, в игре Агасси практически не было слабых мест. Бад Коллинз цитирует слова Пита Сампраса: 

Когда Андре в форме, о выигрыше можете забыть. Он практически всё делает лучше, чем кто бы то ни было ещё.Оригинальный текст (англ.)When Andre’s on, forget it. He does practically everything better than anybody else.
Сам Коллинз добавляет к перечню выдающихся игровых качеств Агасси способность предугадывать удары, координацию движений и упорство.
При всех талантах Агасси, его поведение на корте и за его пределами было далеко не безупречным. Он насмехался над соперниками и спорил с судьями. В матче с чехом Петром Кордой на Открытом чемпионате США 1990 года он оскорбил австралийца-рефери, а некоторое время спустя плюнул в его сторону. Оскорбление прошло незамеченным, а откровенный плевок, который мог привести к дисквалификации американца, он старательно представил как случайность. В итоге ему дали продолжить (и выиграть) матч, и только на следующий день, после просмотра записи, на него был наложен максимально возможный штраф.

## Достижения
Профессионал с 1986 года. Выиграл 60 турниров в одиночном (в том числе 8 турниров Большого шлема, 17 турниров серии Мастерс, 1 Чемпионат мира АТР и 1 Олимпийские Игры) и 1 турнир (серии Мастерс) в парном разряде. 49 из 60 титулов в одиночном разряде были завоёваны на хардовых кортах.
Как победитель всех четырёх турниров Большого шлема и Олимпийских игр, Агасси стал первым в истории обладателем карьерного «Золотого шлема» в одиночном разряде среди мужчин (позже этого результата добился также Рафаэль Надаль).
Лучшие результаты в турнирах «Большого шлема»:
- Победитель Открытого чемпионата Австралии (1995, 2000, 2001, 2003) в одиночном разряде.
- Победитель Открытого чемпионата Франции (1999) в одиночном разряде, финалист (1990, 1991).
- Чемпион Уимблдонского турнира (1992) в одиночном разряде, финалист (1999).
- Победитель Открытого чемпионата США (1994, 1999) в одиночном разряде, финалист (1990, 1992, 2002, 2005).

После победы на Открытом чемпионате Франции в 1999 году Агасси стал первым теннисистом, который выиграл все турниры Большого шлема на трёх разных покрытиях в разное время — харде, грунте и траве. Это достижение десятилетие спустя повторили сначала Роджер Федерер, а затем Рафаэль Надаль. В число наиболее ярких достижений Агасси входят результаты на Открытом чемпионате Австралии, где он выиграл 26 матчей подряд, а в общей сложности одержал 48 побед при всего пяти поражениях, завоевав четыре титула. В чемпионате 2003 года он с четвертьфинала по финал отдал соперникам всего 19 геймов. На Открытом чемпионате США он выступал 21 год подряд.
Выиграл Чемпионат мира АТР в 1990 году. Чемпион Летних Олимпийских игр 1996 года в одиночном разряде. Выиграл 17 из 22 финалов турниров серии Мастерс, в которых участвовал, в том числе шесть — в Майами, что является рекордом турнира (интересно, что рекорд среди женщин — 5 побед — долгое время единолично удерживала его жена Штеффи Граф). В целом за карьеру Агасси выиграл 870 матчей в одиночном разряде, проиграв 274 (76 % побед). Первая ракетка мира с 10 апреля 1995 года, сохранял этот титул (с перерывами) в течение 101 недели, и в 2003 году стал самым возрастным теннисистом на первой строчке рейтинга. 16 сезонов он заканчивал в десятке сильнейших теннисистов мира, что является повторением рекорда Джимми Коннорса.
В составе сборной США Агасси дважды (в 1990 и 1992 годах) выигрывал финал Кубка Дэвиса — наиболее престижного теннисного турнира на уровне мужских национальных сборных. Ещё раз, в 1995 году, сборная стала победительницей с его помощью, но в финале он не играл из-за травмы. За 10 лет выступлений за сборную он выиграл 30 встреч, проиграв только пять. По числу побед он уступает лишь Джону Макинрою.
Завершил выступления в сентябре 2006 года, заработав за карьеру 31 152 975 долларов. По состоянию на конец 2015 года этот показатель сумели превзойти только пять теннисистов.
В 2011 году имя Андре Агасси было включено в списки Международного зала теннисной славы. На следующий год он стал членом Зала чемпионов Открытого чемпионата США; на памятной доске с его портретом стоят слова Bold, brash and bigger than life — «смелый, дерзкий и несравненный».

### История выступлений в центральных турнирах в одиночном разряде
| Легенда     | Легенда        |
| ----------- | -------------- |
| -           | Не проводился  |
| НУ          | Не участвовал  |
| 1K/2K/3K/4K | 1/2/3/4-й круг |
| КЭ          | Круговой этап  |
| 1/4         | Четвертьфинал  |
| 1/2         | Полуфинал      |
| Ф           | Финал          |
| П           | Победа         |

| Турнир                                    | 1986          | 1987          | 1988          | 1989          | 1990 | 1991 | 1992 | 1993 | 1994 | 1995 | 1996 | 1997 | 1998 | 1999 | 2000 | 2001 | 2002 | 2003 | 2004 | 2005 | 2006 | Итого | В/П за карьеру |
| ----------------------------------------- | ------------- | ------------- | ------------- | ------------- | ---- | ---- | ---- | ---- | ---- | ---- | ---- | ---- | ---- | ---- | ---- | ---- | ---- | ---- | ---- | ---- | ---- | ----- | -------------- |
| Турниры Большого шлема                    |               |               |               |               |      |      |      |      |      |      |      |      |      |      |      |      |      |      |      |      |      |       |                |
| Открытый чемпионат Австралии              | -             | НУ            | НУ            | НУ            | НУ   | НУ   | НУ   | НУ   | НУ   | П    | 1/2  | НУ   | 4К   | 4К   | П    | П    | НУ   | П    | 1/2  | 1/4  | НУ   | 4/9   | 48-5           |
| Открытый чемпионат Франции                | НУ            | 2К            | 1/2           | 3К            | Ф    | Ф    | 1/2  | НУ   | 2К   | 1/4  | 2К   | НУ   | 1К   | П    | 2К   | 1/4  | 1/4  | 1/4  | 1К   | 1К   | НУ   | 1/17  | 58-16          |
| Уимблдонский турнир                       | НУ            | 1К            | НУ            | НУ            | НУ   | 1/4  | П    | 1/4  | 4К   | 1/2  | 1К   | НУ   | 2К   | Ф    | 1/2  | 1/2  | 2К   | 4К   | НУ   | НУ   | 3К   | 1/14  | 46-13          |
| Открытый чемпионат США                    | 1К            | 1К            | 1/2           | 1/2           | Ф    | 1К   | 1/4  | 1К   | П    | Ф    | 1/2  | 4К   | 4К   | П    | 2К   | 1/4  | Ф    | 1/2  | 1/4  | Ф    | 3К   | 2/21  | 79-19          |
| Итоговые турниры и Олимпийские игры       |               |               |               |               |      |      |      |      |      |      |      |      |      |      |      |      |      |      |      |      |      |       |                |
| Чемпионат АТР/Кубок Мастерс               | НУ            | НУ            | КЭ            | КЭ            | П    | 1/2  | НУ   | НУ   | 1/2  | НУ   | КЭ   | НУ   | КЭ   | Ф    | Ф    | КЭ   | КЭ   | Ф    | НУ   | КЭ   | НУ   | 1/13  | 22-20          |
| Кубок Большого шлема                      | -             | -             | -             | -             | НУ   | НУ   | 1К   | НУ   | 2К   | НУ   | 1К   | НУ   | Ф    | 2К   | -    | -    | -    | -    | -    | -    | -    | 0/5   | 4-5            |
| Олимпийские игры                          | -             | -             | НУ            | -             | -    | -    | НУ   | -    | -    | -    | П    | -    | -    | -    | НУ   | -    | -    | -    | НУ   | -    | -    | 1/1   | 6-0            |
| Турниры Mercedes-Benz Super 9/ATP Masters |               |               |               |               |      |      |      |      |      |      |      |      |      |      |      |      |      |      |      |      |      |       |                |
| Индиан-Уэлс                               | Нет категорий | Нет категорий | Нет категорий | Нет категорий | Ф    | 3К   | 3К   | 2К   | 2К   | Ф    | 1/4  | 1К   | 1/4  | НУ   | 1К   | П    | 1К   | НУ   | 1/2  | 1/4  | 3К   | 1/17  | 41-16          |
| Майами                                    | Нет категорий | Нет категорий | Нет категорий | Нет категорий | П    | 4К   | 2К   | 4К   | Ф    | П    | П    | 2К   | Ф    | 2К   | 1/2  | П    | П    | П    | 4К   | 1/2  | НУ   | 6/19  | 63-13          |
| Монте-Карло                               | Нет категорий | Нет категорий | Нет категорий | Нет категорий | НУ   | 2К   | НУ   | НУ   | 1К   | НУ   | 3К   | НУ   | 2К   | НУ   | НУ   | НУ   | НУ   | НУ   | НУ   | НУ   | НУ   | 0/4   | 2-4            |
| Открытый чемпионат Италии                 | Нет категорий | Нет категорий | Нет категорий | Нет категорий | НУ   | 1К   | НУ   | НУ   | 2К   | НУ   | НУ   | НУ   | НУ   | 3К   | 3К   | 1К   | П    | 1К   | НУ   | 1/2  | НУ   | 1/11  | 33-10          |
| Открытый чемпионат Германии               | Нет категорий | Нет категорий | Нет категорий | Нет категорий | 3К   | НУ   | 2К   | НУ   | НУ   | 1/4  | НУ   | НУ   | НУ   | НУ   | НУ   | 2К   | НУ   | НУ   | НУ   | 1К   | НУ   | 0/5   | 5-5            |
| Торонто/Монреаль                          | Нет категорий | Нет категорий | Нет категорий | Нет категорий | 1/4  | 2К   | П    | 1/4  | П    | П    | НУ   | НУ   | 1/2  | 1/2  | 1К   | 1К   | НУ   | 1/4  | 2К   | Ф    | НУ   | 3/14  | 41-11          |
| Цинциннати                                | Нет категорий | Нет категорий | Нет категорий | Нет категорий | 3К   | 3К   | 3К   | 1/2  | НУ   | П    | П    | 1К   | 2К   | 1/2  | 2К   | 1К   | 1/4  | НУ   | П    | НУ   | НУ   | 3/13  | 31-10          |
| Стокгольм/Эссен/Штутгарт/Мадрид           | Нет категорий | Нет категорий | Нет категорий | Нет категорий | 2К   | НУ   | НУ   | НУ   | 1/4  | 3К   | 1/4  | 1К   | 3К   | 1/2  | 3К   | 2К   | П    | НУ   | 1/2  | НУ   | НУ   | 1/12  | 21-11          |
| Париж                                     | Нет категорий | Нет категорий | Нет категорий | Нет категорий | НУ   | НУ   | 2К   | НУ   | П    | НУ   | 2К   | НУ   | 1/4  | П    | НУ   | НУ   | 1/4  | НУ   | НУ   | НУ   | НУ   | 2/6   | 14-4           |
| Титулов в сезоне                          | 0             | 1             | 6             | 1             | 4    | 2    | 3    | 2    | 5    | 7    | 3    | 0    | 5    | 5    | 1    | 4    | 5    | 4    | 1    | 1    | 0    |       |                |
| Позиция в рейтинге                        | 91            | 25            | 3             | 7             | 4    | 10   | 9    | 24   | 2    | 2    | 8    | 110  | 6    | 1    | 6    | 3    | 2    | 4    | 8    | 7    | 150  |       |                |

### Победы в турнирах Большого шлема в одиночном разряде (8)
| Год  | Турнир                           | Соперник в финале   | Счёт в финале             |
| ---- | -------------------------------- | ------------------- | ------------------------- |
| 1992 | Уимблдонский турнир              | Горан Иванишевич    | 68−7, 6-4, 6-4, 1-6, 6-4  |
| 1994 | Открытый чемпионат США           | Михаэль Штих        | 6-1, 7-65, 7-5            |
| 1995 | Открытый чемпионат Австралии     | Пит Сампрас         | 4-6, 6-1, 7-66, 6-4       |
| 1999 | Открытый чемпионат Франции       | Андрей Медведев     | 1-6, 2-6, 6-4, 6-3, 6-4   |
| 1999 | Открытый чемпионат США (2)       | Тодд Мартин         | 6-4, 65−7, 62−7, 6-3, 6-2 |
| 2000 | Открытый чемпионат Австралии (2) | Евгений Кафельников | 3-6, 6-3, 6-2, 6-4        |
| 2001 | Открытый чемпионат Австралии (3) | Арно Клеман         | 6-4, 6-2, 6-2             |
| 2003 | Открытый чемпионат Австралии (4) | Райнер Шуттлер      | 6-2, 6-2, 6-1             |

## За пределами корта
В первые годы профессиональной карьеры Андре Агасси заработал себе репутацию плейбоя. Избранный им образ включал длинные волосы с крашеными прядями и немыслимых цветов майки (помимо нелюбви к травяным кортам, строгий дресс-код Уимблдона был одной из причин того, что Андре в начале карьеры три года подряд пропускал это престижнейшее теннисное соревнование). Агасси, ставший «лицом» сети McDonald’s, прилюдно поглощал гамбургеры, не считаясь с тем, как это вяжется с образом жизни спортсмена. Он также представил публике очередную модель фотокамеры фирмы Canon — Canon 1000D Rebel — название которой в переводе на русский означает «Бунтарь» и рекламным слоганом которой было «Имидж — это всё». На рекламных контрактах он уже в это время зарабатывал больше, чем на корте. Он также получал, как знаменитость, привлекавшая публику, значительные суммы от организаторов турниров только за согласие в них участвовать — например, уже в начале 1990 года он получил в виде «гарантий» от организаторов турнира в Сан-Франциско 175 тысяч долларов — почти в шесть раз больше, чем приз за одержанную в итоге победу. Ходили слухи о его романах, в том числе с аргентинской теннисной звездой Габриэлой Сабатини и с голливудскими актрисами, но его отец, Майк, в своей книге утверждает, что в эти годы в жизни Андре были только три женщины, одной из которых была Барбра Стрейзанд, по его словам, бывшая для Андре не более чем хорошим другом.
Апогеем нетипичного для спортсмена образа жизни стал 1993 год. Майк Агасси вспоминает, что Андре после своего первого титула в турнирах Большого шлема, завоёванного на Уимблдонском турнира 1992 года, решил, что заслужил отдых. Он расслабился, купил самолёт, проводил больше времени с друзьями и позволил себе скатиться до 31-го места в рейтинге. Именно к этому времени относится его разрыв с Ником Боллетьери, который не мог перенести легкомысленное отношение воспитанника к тренировочному режиму.
К этому же времени относится и начало знакомства Андре с актрисой и моделью Брук Шилдс, которой к этому моменту исполнилось уже 29 лет. Их отношения поначалу приобрели характер переписки по факсу, но с декабря 1993 года они стали появляться на публике вместе. Несмотря на нелюбовь Майка Агасси к новой подруге сына, он вынужденно признаёт, что вначале этот роман пошёл Андре на пользу: тот сбросил вес, ужесточил режим тренировок и питания и вернулся в число сильнейших теннисистов мира, закончив 1994 год на втором месте в рейтинге, а в следующем году впервые став первой ракеткой мира. Помимо сброшенных килограммов, в облике Андре произошло ещё одно радикальное изменение: длинноволосый парень побрился налысо, и сверкающая бритая макушка с этого момента стала неотъемлемой чертой его образа. Майк Агасси, впрочем, приводит и более прозаическую причину смены имиджа: к этому моменту Андре начал лысеть, и терять ему было уже нечего.
В середине 90-х годов было положено начало ещё одному важному аспекту биографии Агасси — его благотворительной деятельности. В 1994 году он основал Образовательный фонд Андре Агасси — организацию, декларирующую своей целью перестройку публичного образования в США на образце собственных школ и посредством влияния на политику штата и государства в целом и к 2011 году собравшую для этой цели 150 миллионов долларов в виде пожертвований (в дальнейшем фонд примет участие в финансировании не только собственных образовательных проектов Агасси, но и более крупномасштабных начинаний в области публичного образования). В 1997 году было основано ещё одно благотворительное учреждение — лас-вегасский Клуб Андре Агасси для девочек и мальчиков, со временем ставший обеспечивать бесплатным первоклассным спортивным обучением до 2000 детей. В 1995 году Агасси был удостоен за свою гуманитарную деятельность приза АТР «За человечность и благотворительность» имени Артура Эша.
19 апреля 1997 года, за десять дней до 27-го дня рождения Агасси, они с Брук Шилдс поженились. Свадьба состоялась в Монтеррее (Мексика), и репортёров на неё не допустили. Уже перед свадьбой в выступлениях Андре началась затяжная серия неудач, продлившаяся до конца года. Журналисты напрямую связывали провальную игру с браком Агасси, но сам он категорически отвергал подобные заключения. В то же время его отец также намекает в своей биографической книге, что Андре разрывался между теннисом и Брук, которая в это время как раз участвовала в серии новых съёмок. Только после того, как он фактически получил от жены «благословение», он смог сосредоточиться на игре. К этому моменту он опустился в рейтинге до 141-го места — самого низкого с 16 лет. Однако после этого, даже когда Агасси постепенно вернулся в число сильнейших игроков мира, их отношения уже не восстановились в полном объёме. Андре ревновал Брук к её партнёрам по съёмочной площадке и в итоге в апреле 1999 года подал заявление о разводе.
Всего через несколько недель после этого Агасси сошёлся со знаменитой немецкой теннисисткой Штеффи Граф. Андре пытался пригласить Штеффи на свидание ещё в 1992 году, вскоре после того, как они оба выиграли Уимблдон, но предложение было сделано через его агента, и в результате немка ответила отказом. Однако к 1999 году, когда карьера обоих теннисистов, казалось, подходила к концу, она благосклонней отнеслась к ухаживаниям американца; их роман начался во время Открытого чемпионата Франции, который они в итоге также выиграли, прервав затяжные серии неудач — Андре не выигрывал крупных турниров с 1996 года, а Штеффи не выиграла вообще ни одного турнира с начала сезона. Граф рассталась ради Агасси с автогонщиком Михаэлем Бартельсом, с которым встречалась семь лет, и вскоре после начала нового романа объявила о предстоящем завершении профессиональной карьеры.
Журналисты доказывали, что близость Андре и Штеффи невозможна — настолько они разные, но связь продолжалась. Агасси рассказывал: 
Штеффи поражает меня своей мудростью и спокойствием... В игре мне больше всего мешают излишняя нервозность и эмоциональность. Штеффи помогла мне это познать, и сейчас я, как немецкая машина, работаю на пределе, не допуская сбоев.
 Наконец, в августе 2001 года было сделано двойное объявление: о предстоящих свадьбе и рождении сына. Агасси, чьё состояние оценивалось на тот момент в 200 миллионов долларов, приобрёл для невесты виллу в Сан-Франциско стоимостью более десяти процентов от этой суммы. Свадьба состоялась 22 октября 2001 года в Лас-Вегасе, а всего через пять дней после этого, за три недели до ожидаемого срока, Штеффи родила сына. Мальчика назвали Джейден Гил — второе имя он получил в честь тренера Андре по физической подготовке Гила Рейеса.
В 2001 году произошло ещё одно важное событие в жизни Андре: под эгидой Фонда Андре Агасси была основана Академия подготовки к колледжу Андре Агасси — публичная школа с бесплатным обучением, расположенная в самом неблагополучном районе Лас-Вегаса. К концу первого десятилетия нового века число учащихся школы (всех возрастов от детского сада до 12-го класса) достигло 650 человек. Ученики приходят из семей с повышенным уровнем социального риска и получают качественное образование — в 2009, 2010 и 2011 годах 100 % выпускников академии поступили в высшие учебные заведения. В этом году Агасси второй раз за карьеру получил приз АТР «За человечность и благотворительность».
3 октября 2003 года в семье Андре и Штеффи появился второй ребёнок — на этот раз девочка, получившая имя Джаз Элли. Через год Агасси, заработавший сотни миллионов долларов не только на корте, но и благодаря рекламным контрактам с такими фирмами, как Nike, Adidas, Head, Estée Lauder Companies и American Express, и получивший пять миллионов только за эксклюзивные права на публикацию его биографии, был помещён журналом Forbes на седьмое место в списке самых высокооплачиваемых спортсменов. Высокие доходы он вкладывал в дело, в частности, став на паях с Моникой Селеш владельцем сети All Stars Cafe.

## После завершения профессиональной карьеры
По завершении профессиональной игровой карьеры Агасси продолжает жить с семьёй в Лас-Вегасе и заниматься бизнесом; в состав их с женой финансовой империи входят такие виды услуг, как строительство и торговля недвижимостью, ресторанный и гостиничный бизнес, сети спортивных и ночных клубов. Не забывают его своим вниманием и рекламодатели — так, в 2007 году он стал рекламным лицом («посланцем элегантности») элитарной часовой компании Longines, а через год к нему в этой роли присоединилась Штеффи Граф.
Важную роль играет участие Агасси в различных благотворительных проектах, таких как борьба со СПИДом, поддержка фонда медицинских исследований, занимающегося изучением причин раковых заболеваний, и программа «Глобальная инициатива». В 2009 году к уже действующим благотворительным проектам Агасси добавился ещё один. Вместе с другими знаменитыми спортсменами (в числе которых Мохаммед Али, Лэнс Армстронг, Джефф Гордон, Джекки Джойнер-Керси, Марио Лемьё, Алонзо Моурнинг, Тони Хоук, Миа Хэмм и ещё одна теннисистка — Андреа Джегер) он основал организацию «Спортсмены за надежду» (англ. Athletes for Hope), общая цель которой — способствовать «закреплению и передаче в новые поколения идеалов спортивной филантропии». В 2011 году Образовательный фонд Андре Агасси совместно с финансовыми корпорациями Citigroup и Intel дал старт проекту по строительству зданий для 75 новых чартерных школ (тип школ, только частично финансируемых и регулируемых государством) на протяжении четырёх лет. Стоимость нового проекта — 750 миллионов долларов; будучи направленным на общественные нужды, он тем не менее не является благотворительным и должен принести прибыль инвесторам.

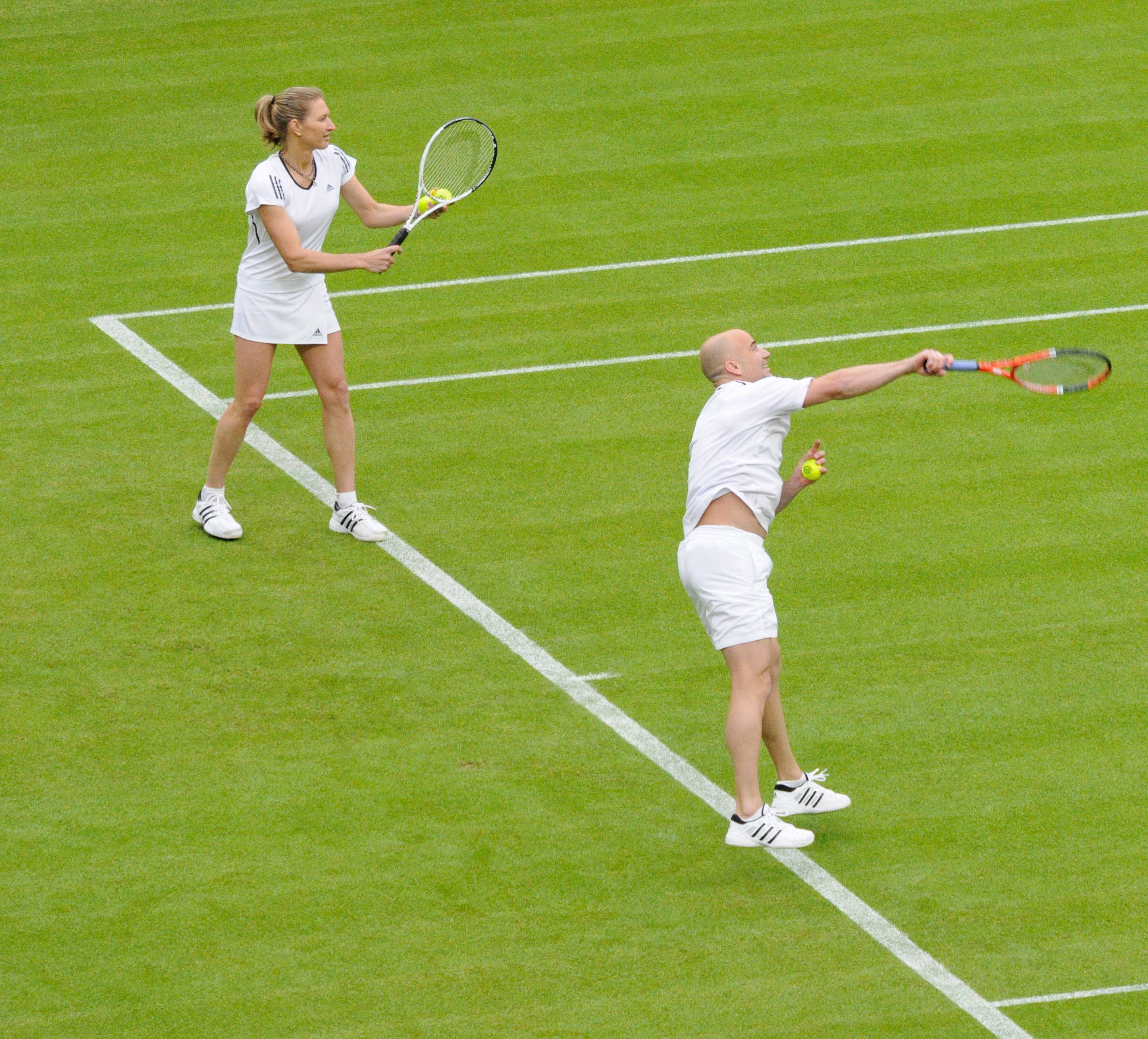
Штеффи Граф и Агасси в показательном матче на кортах Уимблдона, 2009 год

В 2009 году Агасси оказался в центре скандала. В свет вышла его книга «Откровенно: Автобиография» (англ. Open: An Autobiography), написанная совместно с Джоном Мёрингером, на страницах которой он сделал сенсационное заявление о том, что в 1997 году принимал наркотическое средство метамфетамин и обманул ATP после того, как провалил допинг-тест, заявив, что случайно выпил воды с наркотиком из бутылки своего ассистента. При этом, по утверждениям американца, приём наркотиков был вызван проблемами в личной жизни, а не желанием повысить спортивные результаты. ВАДА попросила Ассоциацию теннисистов-профессионалов (АТР) провести расследование по поводу заявления Агасси. Однако АТР объявила, что расследования не будет, так как Агасси уже не участвует в соревнованиях АТР-тура. Признание Агасси вызвало волну критики: в частности, Марат Сафин, другая бывшая первая ракетка мира, заявил, что тот должен отказаться от всех титулов. С критическими заявлениями выступили также Роджер Федерер, Рафаэль Надаль, Мартина Навратилова; Агасси ответил критикам просьбой сначала прочесть книгу и только потом осуждать его. При этом реакция не была однозначно отрицательной: в защиту Андре выступили в частности такие знаменитые теннисисты, как Джон Ньюкомб, подчеркнувший, что приём метамфетамина ведёт не к улучшению, а к снижению спортивных результатов, и Евгений Кафельников. Поддержал Агасси и известный теннисный комментатор Бад Коллинз, выразивший восхищение честным признанием и заявивший, что спортсмен, ставший ведущим филантропом, заслуживает снисхождения.
Дальнейшие события показали, что сделанные в автобиографии признания не испортили репутации знаменитого теннисиста. В 2011 году имя Андре Агасси было включено в списки Международного зала теннисной славы (со Штеффи Граф они оставались единственной супружеской парой в списках Зала славы, пока в 2014 году в них не появилось имя спортивного журналиста Джона Барретта, чья жена Анджела Мортимер уже в них значилась). В том же году Агасси стал лауреатом премии фонда Garden of Dreams, с 2009 года вручаемой раз в год человеку, на протяжении долгого времени активно помогающему детям из групп высокого социального риска. В 2012 году его имя было включено в списки Зала славы Открытого чемпионата США.
Андре всё ещё периодически выходит на корт в показательных матчах, часто вместе со Штеффи Граф, и их выступления продолжают вызывать интерес у публики, собирая трибуны на Уимблдоне и в «Медисон-сквер-гарден». В последние годы среди соперников Агасси в таких матчах были Тим Хенмен, Пит Сампрас и Горан Иванишевич, а в смешанных парах — также Ким Клейстерс и Мартина Хингис. По словам его молодого соотечественника, двукратного победителя турниров Большого шлема в парных разрядах Джека Сока, у Агасси и через шесть лет после окончания профессиональной карьеры великолепный бэкхенд.
В мае 2017 года серб Новак Джокович, бывший лидер рейтинга АТР, переживающий серьёзный спад в игре, пригласил Агасси в качестве тренера. Их сотрудничество продлилось около десяти месяцев. В конце марта 2018 года Агасси объявил, что покинул команду сербского теннисиста. С конца того же года он вошёл в тренерскую команду болгарина Григора Димитрова, с которым сотрудничал до конца 2020 года.